# Shelby (Indiana)
Pour les articles homonymes, voir Shelby.
Shelby est une census-designated place située dans le comté de Lake, dans l’État de l'Indiana, aux États-Unis. Lors du recensement de 2020, elle compte 453 habitants.